# GT Racing: Motor Academy
GT Racing: Motor Academy est un jeu vidéo de course développé et publié par Gameloft pour Symbian, iOS et Android. Il est sorti en 2009 sous forme de jeu mobile pour Symbian, puis en 2010 pour iOS, Android et Symbian. Certaines voitures qui apparaissent dans ce jeu sont basées sur des voitures de la série de jeux de course Asphalt. Pour commencer ce jeu, il y a un permis et une voiture par défaut, classe C, Citroën C3 Picasso.